# Steve Buxton
Steven Christopher Buxton, detto Steve (Birmingham, 13 marzo 1960), è un ex calciatore inglese, di ruolo attaccante.

## Carriera
Dopo aver giocato nelle giovanili dei gallesi del Wrexham viene aggregato alla prima squadra nel 1977, e nella sua prima stagione da professionista, all'età di 17 anni, vince sia la Coppa del Galles che la terza divisione inglese; nel quadriennio successivo gioca poi in seconda divisione con i Red Dragons, con cui continua a giocare anche in terza divisione nella stagione 1982-1983 ed in quarta divisione nella stagione 1983-1984. Durante i suoi sette anni di permanenza in prima squadra mette a segno complessivamente 21 reti in 109 partite di campionato giocate, raggiungendo inoltre in ulteriori due occasioni la finale di Coppa del Galles e prendendo parte ad un'edizione della Coppa delle Coppe UEFA: nella Coppa delle Coppe 1978-1979 disputa infatti entrambe le partite della doppia sfida del primo turno contro i tedeschi orientali del Magdeburgo (segnando anche una rete nella partita di andata, vinta per 3-2 dalla sua squadra).
Nell'estate del 1984 viene ceduto allo Stockport County, con cui nella stagione 1984-1985 realizza una rete in 18 presenze in quarta divisione; inizia poi la stagione 1985-1986 in quinta divisione con l'Altrincham, da cui si svincola nel dicembre del 1985; nel gennaio del 1986 fa ritorno al Wrexham, dove rimane fino al termine della stagione 1989-1990, mettendovi a referto complessive 25 reti in 121 partite di campionato giocate, tutte nella quarta divisione inglese. In questa sua seconda esperienza gallese vince un'altra coppa nazionale nella stagione 1985-1986 (e raggiunge anche una finale ed una semifinale nella medesima competizione negli anni seguenti), e prende parte alla Coppa delle Coppe 1986-1987, in cui gioca entrambe le partite del primo turno contro i maltesi dello Żurrieq e la partita di ritorno del secondo turno contro gli spagnoli del Saragozza, incontro in cui realizza anche una rete (la sua seconda in carriera in 5 presenze nelle competizioni UEFA per club).
Dal 1990 al 1992 gioca poi nella quinta divisione inglese con Telford Utd e Northwich Victoria, mentre nella prima metà della stagione 1992-1993 veste la maglia dei gallesi del Mold Alexandra, club con cui partecipa al neonato campionato gallese di prima divisione, torneo in cui poi gioca per tre stagioni e mezzo con il Bangor City (vincendo per due volte di fila il campionato, nelle stagioni 1993-1994 e 1994-1995), per poi ritirarsi nel 2002 all'età di 42 anni dopo aver continuato a giocare in Galles tra la prima e la seconda divisione locale.

## Palmarès

### Club

#### Competizioni nazionali
- Coppa del Galles: 2

Wrexham: 1977-1978, 1985-1986
- Third Division: 1

Wrexham: 1977-1978
- Campionato gallese: 2

Bangor City: 1993-1994, 1994-1995